# Wavumba
Wavumba is een Nederlandse documentaire uit 2012 van Jeroen van Velzen. De film vertelt het verhaal van Masoud (Kenia) die hoopt ooit nog een haai te vangen.

## Verhaal
De maker van de film is al sinds zijn jeugd gefascineerd door de verhalen van zeelieden over het vangen van haaien. Hij besluit terug te gaan naar het land waar hij opgroeide: Kenia. Op het eiland Wasini ontmoet hij Masoud. Masoud is een oude visser die hoopt op het vangen van een grote haai, net als dat hij dat vroeger heeft gedaan.
Masoud voelt zich sterker dan ooit, maar zijn leeftijd begint het hem toch lastiger te maken. Bovendien staat is het regenseizoen op komst en zal het lastig worden om in die maanden de zee op te gaan. De film volgt hem op zijn jacht naar de grote haai, ondertussen vertellen oude mensen over een bijna verdwenen magische wereld van zeegeesten, bedreigingen en mythische oude vissers.

Op de laatste dag laat Masoud het heilige eiland Mpunguti zien, op die plek liggen zijn voorouders begraven.